# ليوبوف أندريفا
ليوبوف أندريفا (بالروسية: Любо́вь Харито́новна Андре́ева؛ 29 أبريل 1942 - 15 أبريل 2021) شاعر وصحفي سوفيتي ثم روسي فيما بعد. حصلت على العديد من الجوائز عن أعمالها.
توفيت أندريفا في كورغان في 15 أبريل 2021 عن عمر يناهز 78 عامًا.